# جون إتش هيستر
جون إتش هيستر (بالإنجليزية: John H. Hester)‏ هو عسكري أمريكي، ولد في 11 سبتمبر 1886 في ألباني في الولايات المتحدة، وتوفي في 11 فبراير 1976 في أتلانتا في الولايات المتحدة.